# Orgilus discrepans
Orgilus discrepans är en stekelart som beskrevs av Muesebeck 1970. Orgilus discrepans ingår i släktet Orgilus och familjen bracksteklar. Inga underarter finns listade i Catalogue of Life.